# Liste von Dim Sum
Liste von Dim Sum als Speisen der Chinesischen Küche.
| Bild | Name                                             | Langz.                        | Kurzz.                        | Pinyin                                   | Jyutping                                                  | Typ                      | Veg.  | Bemerkung |
| ---- | ------------------------------------------------ | ----------------------------- | ----------------------------- | ---------------------------------------- | --------------------------------------------------------- | ------------------------ | ----- | --- |
|      | Frühlingsrolle                                   | 春捲 (春卷) 1                 | 春卷                          | chūnjuǎn                                 | ceon1gyun2                                                | „Rolle“ (Juan)           | Teils | je nach Füllung; sowohl rein vegetarisch (eventuell mit Ei) als auch mit Füllung aus Fleisch und Gemüse zusammen                                                           |
|      | Bambusrolle in Austernsauce                      | 鮮竹捲 (鮮竹卷) 1             | 鲜竹卷                        | xiānzhújuǎn                              | sin1zuk1gyun2                                             | „Rolle“ (Juan)           | Nein  | Tofublattrolle 2 in Austernsauce mit Schweinefleisch, Gemüse, Bambussprossen und Shiitake – gedämpft                                                                       |
|      | Tofublattrolle                                   | 腐皮捲 (腐皮卷) 1             | 腐皮卷                        | fǔpíjuǎn                                 | fu6pei4gyun2                                              | „Rolle“ (Juan)           | Teils | je nach Füllung; gedämpfte Tofublattrolle 2 mit Zutaten wie beispielsweise Garnelen, Hühnerfleisch, Gemüse, Lauch, Bambussprossen, Sprossengemüse und Shiitake             |
|      | Sesamrolle schwarze Sesamrolle                   | 芝麻捲 (黑芝麻卷)             | 芝麻卷 1 (黑芝麻卷) 1         | zhīmajuǎn (hēi zhīmajuǎn)                | zi1maa4gyun2 (hak1 zi1maa4gyun2)                          | „Rolle“ (Juan)           | Ja    | Sesamrolle – eine Süßspeise bestehend aus schwarzer Sesampaste, Mehl der Wasserkastanie und Kandiszucker                                                                   |
|      | Lianrongbao                                      | 蓮蓉包 (小包)                 | 莲蓉包 (小包)                 | liánróngbāo (xiǎobāo)                    | lin4jung4baau1 (siu2baau1)                                | Baozi (xiaobao)          | Ja    | Baozi mit Mus aus Lotussamenmus – gedämpfter Hefekloß mit Lotussamenmus |
|      | Xiaolongbao                                      | 小籠包 (灌湯包)               | 小笼包 (灌汤包)               | xiǎolóngbāo (guàntāngbāo)                | siu2lung4baau1 (gun3tong1baau1)                           | Baozi / Teigtasche       | Nein  | Suppenbefüllte Teigtasche mit Füllung aus einer starken Brühe nach Shanghaier Art                                                                                          |
|      | Guantangbao nach Yangzhou-Art                    | 揚州湯包 (灌湯包)             | 扬州汤包 (灌汤包)             | yángzhōu tāngbāo (guàntāngbāo)           | joeng4zau1 tong1baau1 (gun3tong1baau1)                    | Baozi / Teigtasche       | Nein  | Suppenbefüllte Teigtasche nach Jiangsu-Art |
|      | Guantangbao nach Handan-Art                      | 邯鄲灌湯包 (灌湯包)           | 邯郸灌汤包 (灌汤包)           | hándān guàntāngbāo (guàntāngbāo)         | hon4daan11 gun3tong1baau1 (gun3tong1baau1)                | Baozi / Teigtasche       | Nein  | Suppenbefüllte Teigtasche nach Hebei-Art |
|      | Dousha Dabao (meist: Doushabao)                  | 豆沙大包 (大包)               | 豆沙大包 (大包)               | dòushā dàbāo (dàbāo)                     | dau6sa1 daai6baau1 (daai6baau1)                           | Baozi (dabao)            | Ja    | gedämpfter Hefekloß mit süßer Adzukibohnenpaste, siehe Dorayaki |
|      | Chashaobao                                       | 叉燒包 (大包)                 | 叉烧包 (大包)                 | chāshāobāo (dàbāo)                       | caa1siu1baau1 (daai6baau1)                                | Baozi (dabao)            | Nein  | gedämpfter Hefekloß mit gegrilltem Schweinefleisch nach kantonesischer Art                                                                                                 |
|      | Jiqiu Dabao                                      | 雞球大包 (大包)               | 鸡球大包 (大包)               | jīqiú dàbāo (dàbāo)                      | gai1kau4 daai6baau1 (daai6baau1)                          | Baozi (dabao)            | Nein  | gedämpfter Hefekloß mit Hühner-, Schweinefleisch, Bambussprossen (Yambohne), Gemüse                                                                                        |
|      | Sandingbao                                       | 三丁包 (大包)                 | 三丁包 (大包)                 | sāndīngbāo (dàbāo)                       | saam1ding1baau1 (daai6baau1)                              | Baozi (dabao)            | Nein  | gedämpfter Hefekloß mit Huhn, Schwein und Bambussprossen kleingeschnitten – nach Yangzhou-Art                                                                              |
|      | Mantou                                           | 饅頭                          | 馒头                          | mántóu                                   | maan4tau4                                                 | Mantou                   | Ja    | Dampfnudel aus Reismehl von Nordchina |
|      | Mandarin-Heferolle                               | 花捲 (花卷) 1                 | 花卷                          | huājuǎn                                  | faa1gyun2                                                 | Mantou                   | Ja    | Dampfnudel aus Reismehl von Südchina; Variante des nordchinesischen Mantous – wörtlich „Blumenrolle“                                                                       |
|      | Yinsi-Heferolle                                  | 銀絲捲 (銀絲卷) 1             | 银丝卷                        | yínsījuǎn                                | ngan4si1gyun2                                             | Mantou                   | Ja    | Dampfnudel aus Reismehl von Nordchina – wörtlich „Silberfadenrolle“ |
|      | Eier-Tarte                                       | 蛋撻                          | 蛋挞                          | dàntà                                    | daan6taat1                                                | Gebäck (su)              | Ja    | Blätterteiggebäck mit Ei – meist als Zwischenmahlzeit bzw. Snack zum Nachmittagstee                                                                                        |
|      | Jiaozi                                           | 餃子                          | 饺子                          | jiǎozi                                   | gaau2zi2                                                  | Teigtasche               | Teils | je nach Füllung; nordchinesisches Dim Sum, in Japan als Gyōza, in Korea als Mandu bekannt.                                                                                 |
|      | Knolau-Jiaozi                                    | 韭菜餃 (韭菜餃子)             | 韭菜饺 (韭菜饺子)             | jiǔcàijiǎo (jiǔcài jiǎozi)               | gau2coi3gaau2 (gau2coi3 gaau2zi2)                         | Teigtasche               | Ja    | Teigtasche mit Füllung aus Knoblauch-Schnittlauch (Knolau) – in Wasser gegart oder gedämpft                                                                                |
|      | Guotie                                           | 鍋貼                          | 锅贴                          | guōtiē                                   | wo1tip3                                                   | Teigtasche (angebraten)  | Teils | je nach Füllung; nordchinesisches Dim Sum, in Japan als Yaki-Gyōza, in Korea als Gunmandu bekannt.                                                                         |
|      | Guantangjiao                                     | 灌湯餃                        | 灌汤饺                        | guàntāngjiǎo                             | gun3tong1gaau2                                            | Teigtasche               | Nein  | Teigtasche (Jiaozi) in Brühe gedämpft, siehe auch Xiaolongbao |
|      | Shuijing Xiajiao (meist: Xiajiao)                | 水晶蝦餃 (蝦餃) 1             | 水晶虾饺 (虾饺) 1             | shuǐjīng xiājiǎo (xiājiǎo)               | seoi2zing1 haa1gaau2 (haa1gaau2)                          | Teigtasche               | Nein  | Teigtasche mit Garnelen aus transparenten Teig gedämpft |
|      | Ganzheng Shaomai (meist: Shaomai)                | 乾蒸燒賣 (燒賣) 1             | 干蒸烧卖 (烧卖) 1             | gānzhēng shāomài (shāomài)               | gon11zing11 siu1maai6*2 (siu1maai6*2)                     | Teigtasche               | Nein  | Teigtasche 12 mit Garnelen, Schweinefleisch und Pilze gedämpft – im Westen und Japan auch bekannt als Shumai                                                               |
|      | Chaozhou-Teigtasche                              | 潮州粉粿 (粉粿) 3 1           | 潮州粉粿 (粉粿) 3 1           | cháozhōu fěnguǒ (fěnguǒ)                 | ciu4zau1 fan2gwo2 (fan2gwo2)                              | Teigtasche               | Nein  | Teigtasche aus Chaozhou (Guangdong) gedämpft – in der Min-Sprachregion auch als Poj Tiô-chiu Hún-ké bekannt                                                                |
|      | gedämpfte / gekochte Huntun (Wan Tan)            | 餛飩 (雲吞) 1                 | 馄饨 (云吞) 1                 | húntun (yúntūn)                          | wan4tan1                                                  | Teigtasche               | Teils | je nach Füllung; meist Schweinefleisch, Garnelen, Meeresfrüchte, Gemüse, Pilze; regional halāl oder koscher                                                                |
|      | ausgebackene Huntun (frittierte Wan Tan)         | 炸餛飩 (炸雲吞) 1             | 炸馄饨 (炸云吞) 1             | zhá húntun (zhá yúntūn)                  | zaa3 wan4tan1                                             | Teigtasche (ausgebacken) | Teils | je nach Füllung; frittierte Variante der populären chinesischen Teigtaschen-Spezialität Huntun (Wantan)                                                                    |
|      | Shanzhu Niurouqiu (meist: Niurouqiu, Niurouwan)  | 山竹牛肉球 (牛肉球, 牛肉丸) 1 | 山竹牛肉球 (牛肉球, 牛肉丸) 1 | shānzhú niúròuqiú (niúròuqiú, niúròuwán) | saan1zuk1 ngau4juk6kau4 (ngau4juk6kau4, ngau4juk6jyun4*2) | Fleischgericht           | Nein  | Rindfleischklößchen mit Tofublätter 2 gedämpft |
|      | Jujubekuchen (Brustbeerenkuchen)                 | 紅棗糕                        | 红枣糕                        | hóngzǎogāo                               | hung4zou2gou1                                             | Reismehlkuchen (Gao)     | Ja    | Jujubekuchen bestehend aus chinesische Datteln, Maniok, Wasserkastanienmehl und braunem Rohrzucker                                                                         |
|      | Rettich-Kuchen (Rüben-Kuchen)                    | 蘿蔔糕                        | 萝卜糕                        | luóbogāo                                 | lo4baak6gou1                                              | Reismehlkuchen (Gao)     | Nein  | Reismehlkuchen aus Winterrettich – Luobo, Klebreismehl, Maismehl, Shiitake-Pilz, getrocknete Shrimps, chinesisches Pökelfleisch und chinesische Lachang-Wurst – angebraten |
|      | Wasserkastanienkuchen                            | 馬蹄糕                        | 马蹄糕                        | mǎtígāo                                  | maa5tai1gou1                                              | Reismehlkuchen (Gao)     | Ja    | Wasserkastanienmehlkuchen; wörtlich „Pferdehuf-Kuchen“ 4 |
|      | Malai-Kuchen                                     | 馬來糕 (馬拉糕) 1             | 马来糕 (马拉糕) 1             | mǎláigāo (mǎlāgāo)                       | maa5loi4gou1 (maa5laai1gou1)                              | Reismehlkuchen (Gao)     | Ja    | Reismehlkuchen nach malaysischer Art; wörtlich „malaysischer Kuchen“ |
|      | Qiancenggao                                      | 千層糕                        | 千层糕                        | qiāncénggāo                              | cin1cang4gou1                                             | Reismehlkuchen (Gao)     | Ja    | Reismehlkuchen aus Tausendschichten – regional süß oder salziger Geschmack; wörtlich „tausendschichtiger Kuchen“                                                           |
|      | weißer Zuckerkuchen (Baitanggao)                 | 白糖糕 (倫教糕)               | 白糖糕 (伦教糕)               | báitánggāo (lúnjiàogāo)                  | baak6tong4gou1 (leon4gaau3gou1)                           | Reismehlkuchen (Gao)     | Ja    | Reismehlkuchen aus Rohrzucker; Süßspeise aus Shunde in Guangdong, ursprünglich als Lunjiaogao bekannt; wörtlich „weißer Zuckerkuchen“                                      |
|      | Taro-Kuchen                                      | 芋頭糕 (芋粿)                 | 芋头糕 (芋粿)                 | yùtóujiǎo (yùguǒ)                        | wu6tau4gou3 (wu6tau4*2gwo2)                               | Reismehlkuchen (Gao)     | Nein  | Reismehlkuchen aus Taro, Klebreismehl, Shiitake-Pilz, getrockneten Shrimps, chinesischem Pökelfleisch und chinesische Lachang-Wurst – angebraten                           |
|      | Niangao (Neujahrskuchen)                         | 年糕 (甜粿)                   | 年糕 (甜粿)                   | niángāo (tiánguǒ)                        | nin4gou1 (tim4gwo2)                                       | Reismehlkuchen (Gao)     | Ja    | Reismehlkuchen aus Klebreis; wörtlich Neujahrskuchen |
|      | Taro-Teilchen                                    | 芋頭角 (芋角) 1               | 芋头角 (芋角) 1               | yùtóujiǎo (yùjiǎo)                       | wu6tau4*2gok3 (wu6gok3)                                   | frittiertes Teigteilchen | Nein  | Teigteilchen aus Taro, Klebreismehl, Shiitake-Pilz, getrocknete Shrimps, chinesische Pökelfleisch – frittiert, salzig                                                      |
|      | Yambohne-Teilchen mit Schweinefleisch            | 鹹水角                        | 咸水角                        | xiánshuǐjiǎo                             | haam4seoi2gok3                                            | frittiertes Teigteilchen | Nein  | Teigteilchen aus Yambohnenknolle, Schweinegehacktes, getrocknete Shrimps, Jiucai, Shiitake, Klebreismehl – frittiert, salzig                                               |
|      | Xianjian bing                                    | 鹹煎餅                        | 咸煎饼                        | xiánjiānbǐng                             | haam4zin1beng2                                            | frittiertes Teigteilchen | Ja    | Teigteilchen mit Sesam und roter fermentierter Tofu aus Guangdong und Fujian – frittiert, salzig.                                                                          |
|      | Rinderzunge (Pferdeohr)                          | 牛脷酥 (馬耳)                 | 牛脷酥 (马耳)                 | niúlìsū                                  | ngau44lei1sou1 maa5ji5                                    | frittiertes Teigteilchen | Ja    | Teigteilchen aus dem kantonesischen Sprachraum (Hongkong, Macau und Guangdong) – frittiert, süß                                                                            |
|      | Jindeui (Matuan, Zhimaqiu)                       | 煎䭔 6 (麻糰, 芝麻球)         | 煎䭔 6 (麻团, 芝麻球)         | jiānduī (mátuán, zhīmáqiú)               | zin1deoi1 (maa4tyun4, zi1maa4kau4)                        | frittiertes Teigteilchen | Ja    | Teigteilchen mit Sesam in Knödelform – frittiert, salzig; in der indonesische Küche auch als Onde onde bekannt                                                             |
|      | Chashaosu                                        | 叉燒酥                        | 叉烧酥                        | chāshāosū                                | caa1sui1sou1                                              | Gebäck (su)              | Nein  | Blätterteiggebäck mit Sesam und „Chashao“ 5 – in Tetraeder- oder länglicher Form                                                                                           |
|      | Phönixklaue (Hühnerfuß)                          | 鳳爪                          | 凤爪                          | fèngzhuǎ                                 | fung6zaau2                                                | Fleischgericht           | Nein  | Hühnerfuß würzig mariniert mit scharfer Chili; wörtlich „Phönixkralle“ |
|      | umwickelter Hühnerfuß mit „Vier Kostbarkeiten“   | 四寶雞扎 (雞扎) 1             | 四宝鸡扎 (鸡扎) 1             | sìbǎo jīzā (jīzā)                        | sei3bou2 gai1zaat3 (gai1zaat3)                            | Fleischgericht           | Nein  | in Tofublatt 2 umwickelt: Hühnerfleisch, Schinken, Schwimmblase und Taro (Shiitakepilz) als Zutat der Vier Kostbarkeiten gedämpft                                          |
|      | umwickelter Entenfuß                             | 鴨腳扎 (鴨扎) 1               | 鸭脚扎 (鸭扎) 1               | yājiǎozā (yāzā)                          | aap3goek3zaat3 (aap3zaat3)                                | Fleischgericht           | Nein  | in Tofublatt 2 umwickelt: marinierter Entenfuß mit Taro in Austernsauce gedämpft                                                                                           |
|      | Rippchen mit schwarzen Sojabohnen 7 8            | 豉汁排骨                      | 豉汁排骨                      | chǐzhī páigǔ                             | si6zap1 paai4gwat1                                        | Fleischgericht           | Nein  | Rippchen (Schwein) mariniert mit schwarzen fermentierten Sojabohnen und scharfer Chili gedämpft                                                                            |
|      | Niubaiye (Rinder-Blättermagen)                   | 牛百葉 (牛柏葉) 1             | 牛百叶 (牛柏叶) 1             | niúbǎiyè                                 | ngaau4baak3jip6 (ngaau4paak3jip6)                         | Fleischgericht           | Nein  | Rinder-Blättermagen mit scharfe Gewürze; wörtlich „Hundert-Rinderblatt“ |
|      | Jinqiandu (Rinder-Netzmagen)                     | 金錢肚                        | 金钱肚                        | jīnqiándǔ                                | gam1cin4tou5                                              | Fleischgericht           | Nein  | Rinder-Netzmagen mit scharfe Gewürze; wörtlich „Geldmagen“ |
|      | Zongzi                                           | 粽子                          | 粽子                          | zòngzi                                   | zung3zi2                                                  | Reisgericht              | Teils | in Lotusblatt umwickelt, je nach Füllung; Klebreis mit vegetarische oder Fleischfüllung als süße oder salzige Variante gedämpft – oft als Tetraeder- oder länglicher Form  |
|      | gedämpfte Klebreishuhn in Lotusblatt             | 糯米雞                        | 糯米鸡                        | nuòmǐjī                                  | nuo6mai5gai1                                              | Reisgericht              | Nein  | in Lotusblatt umwickelt: Klebreis mit Hühnerfleisch, Shiitake und verschiedene Zutaten gedämpft (groß)                                                                     |
|      | gedämpfte Perlhuhn in Lotusblatt                 | 珍珠雞 10                     | 珍珠鸡 10                     | zhēnzhūjī 10                             | zan1zyu1gai1 10                                           | Reisgericht              | Nein  | in Lotusblatt umwickelt: Klebreis mit Hühnerfleisch, Shiitake und verschiedene Zutaten gedämpft (klein)                                                                    |
|      | Reis-Congee                                      | 粥                            | 粥                            | zhōu                                     | zuk1                                                      | Reisgericht              | Teils | Reis-Congee (Reisbrei) – je nach Zubereitung; in Japan als Okayu, in Korea als Juk bekannt                                                                                 |
|      | Youtiao (frittierter Teigstreifen)               | 油條 (油炸鬼) 1               | 油条 (油炸鬼) 1               | yóutiáo (yóuzháguǐ) 1                    | jau22tiu2 (jau4zaa3gwai2) 1                               | frittiertes Teigteilchen | Ja    | Teigteilchen in Streifenform – frittiert, salzig |
|      | Zhaliang-Reisnudelrolle 9                        | 炸兩 9                        | 炸两 9                        | zháliǎng                                 | zaa3loeng2                                                | „Rolle“ (Juan)           | Ja    | Reisnudelrolle mit frittierten Teigstreifen 9 – eventuell mit geschnittenem Schnittlauch – nach Yale ja-léung                                                              |
|      | gedämpfte Reisnudelrolle                         | 拉腸粉 (腸粉) 1               | 拉肠粉 (肠粉) 1               | lā chángfěn (chángfěn)                   | laai1 coeng2fan2 (coeng2fan2)                             | „Rolle“ (Juan)           | Teils | je nach Füllung; Reisnudelrolle aus gezogenem Reismehlteig – vegetarisch, ohne Füllung oder mit Füllung wie beispielsweise Rindfleisch, Schweinefleisch, Garnelen o. Ä.    |
|      | gedämpfte Reisnudelrolle nach Luohan-Art 11      | 羅漢齋腸粉 (羅漢腸) 1         | 罗汉斋肠粉 (罗汉肠) 1         | luóhànzhāi chángfěn (luóhàncháng)        | lo4hon3zaai1 coeng2fan2 (lo4hon3coeng2)                   | „Rolle“ (Juan)           | Ja    | Reisnudelrolle nach Arhat-Art 11, auch Lohan-Reisnudelrolle 11 genannt – vegetarische Füllung                                                                              |
|      | gedämpfte Chashao-Reisnudelrolle                 | 叉燒腸粉 (叉燒腸) 1           | 叉烧肠粉 (叉烧肠) 1           | chāshāo chángfěn (chāshāocháng)          | caa1siu1 coeng2fan2 (caa1siu1coeng2)                      | „Rolle“ (Juan)           | Nein  | Reisnudelrolle mit Chāshāo 5 – gegrilltes Schweinefleisch nach kantonesischer Art                                                                                          |
|      | gedämpfte Rindfleisch-Reisnudelrolle             | 牛肉腸粉 (牛肉腸) 1           | 牛肉肠粉 (牛肉肠) 1           | niúròu chángfěn (niúròucháng)            | ngau4juk6 coeng2fan2 (ngau4juk6coeng2)                    | „Rolle“ (Juan)           | Nein  | Reisnudelrolle mit Rindfleisch – meist als Rindergehacktes |
|      | gedämpfte Reisnudelrolle mit frischen Shrimps    | 鮮蝦腸粉 (鮮蝦腸) 1           | 鲜虾肠粉 (鲜虾肠) 1           | xiānxiā chángfěn (xiānxiācháng)          | sin1haa1 coeng2fan2 (sin1haa1coeng2)                      | „Rolle“ (Juan)           | Nein  | Reisnudelrolle mit Shrimps (Garnelen) |
|      | gedämpfte Reisnudelrolle mit getrocknete Shrimps | 蝦米腸粉 (蝦米腸) 1           | 虾米肠粉 (虾米肠) 1           | xiāmǐ chángfěn (xiāmǐcháng)              | haa1mai5 coeng2fan2 (haa1mai5coeng2)                      | „Rolle“ (Juan)           | Nein  | Reisnudelrolle mit Xiāmǐ – getrocknete Shrimps |
|      | Mango-Pudding                                    | 芒果布丁 (芒果布甸) 1         | 芒果布丁 (芒果布甸) 1         | mángguǒ bùdīng (mángguǒ bùddiàn)         | mong4*1gwo2 bou3ding1 (mong4*1gwo2 bou3din6*1)            | Nachtisch                | Ja    | kalter süßer Nachtisch |
|      | Kokosmilch-Pudding                               | 椰汁糕                        | 椰汁糕                        | yēzhīgāo                                 | je4zap1gou1                                               | Nachtisch                | Ja    | kalter süßer Nachtisch |
|      | Tofu-Pudding                                     | 豆腐花, kurz 豆花 (豆腐腦)    | 豆腐花, kurz 豆花 (豆腐脑)    | dòufǔhuā, dòuhuā (dòufǔnǎo)              | dau6faa1 (dau6fu6faa1, dau6fu6nou5)                       | Nachtisch                | Ja    | warmer süßer Nachtisch – auch kalt im Sommer |
|      | Sagosuppe                                        | 西米露                        | 西米露                        | xīmǐlù                                   | sai1mai5lou6                                              | Nachtisch                | Ja    | warmer süßer Nachtisch als Suppe – auch kalt im Sommer – aus Sagoperlen (Tapioka), Kokosmilch, Kondensmilch, auch mit Mango, Melone, Kürbiss.                              |
|      | Adzukibohnensuppe                                | 紅豆湯                        | 红豆汤                        | hóngdòutāng                              | hung4dau6tong1                                            | Nachtisch                | Ja    | warmer süßer Nachtisch als Suppe aus Adzukibohnen, siehe Shiruko, Patjuk                                                                                                   |
|      | Adzukibohnensuppe nach kantonesischer Art        | 紅豆沙                        | 红豆沙                        | hóngdòushā                               | hung4dau6saa1                                             | Nachtisch                | Ja    | warmer süßer Nachtisch als Suppe aus Adzukibohnen nach kantonesischer Art, siehe Shiruko, Patjuk                                                                           |
|      | Mungbohnensuppe                                  | 綠豆湯                        | 绿豆汤                        | lǜdòutāng                                | luk6dau6tong1                                             | Nachtisch                | Ja    | warmer süßer Nachtisch als Suppe aus Mungbohnen |
|      | Mungbohnensuppe nach kantonesischer Art          | 綠豆沙                        | 綠豆沙                        | lǜdòushā                                 | luk6dau6saa1                                              | Nachtisch                | Ja    | warmer süßer Nachtisch als Suppe aus Mungbohnen nach kantonesischer Art |
|      | süße Süßkartoffelsuppe                           | 番薯糖水                      | 番薯糖水                      | fānshǔ tángshuǐ                          | faan1syu4 tong4seoi2                                      | Nachtisch                | Ja    | warmer süßer Nachtisch als Suppe aus Süßkartoffeln in der kantonesischen Küche                                                                                             |
|      | süße Eiersuppe                                   | 雞蛋糖水                      | 鸡蛋糖水                      | jīdàn tángshuǐ                           | gai1daan6*2 tong4seoi2                                    | Nachtisch                | Ja    | warmer süßer Nachtisch als Suppe aus Hühnerei in der kantonesischen Küche                                                                                                  |
|      | Aprikosenkernsuppe                               | 杏仁露                        | 杏仁露                        | xìngrénlù                                | hang6jan4lou6                                             | Nachtisch                | Ja    | warmer süßer Nachtisch als Suppe aus gemahlenen Aprikosenkernen |
|      | Walnuss-Brei                                     | 核桃糊 (合桃糊) 1             | 核桃糊 (合桃糊) 1             | hétaohú (hétaohú)                        | hat4tou6wu4*2 (hap6tou6wu4*2)                             | Nachtisch                | Ja    | warmer süßer Nachtisch als Brei (Paste) aus gemahlenen Walnüssen |
|      | Sesam-Brei (schwarzer Sesambrei)                 | 芝麻糊 (黑芝麻糊)             | 芝麻糊 (黑芝麻糊)             | zhīmahú (hēi zhīmahú)                    | zi1maa4wu4*2 (hak1 zi1maa4wu4*2)                          | Nachtisch                | Ja    | warmer süßer Nachtisch als Brei (Paste) aus gemahlenen schwarzen und weißen Sesamkörner, Erdnüssen                                                                         |

Fußnoten